# Port lotniczy Lugh Ganane
Port lotniczy Lugh Ganane (kod IATA: LGX) – lotnisko obsługujące miasto Luuq.